# Sandro Rosell
Sandro Rosell (Alexandre Rosell i Feliu) (Barcelona, 1964. március 6.) spanyol üzletember, az FC Barcelona elnöke 2010–14 között.

## Élete
Amatőr labdarúgóként az UE Sant Andreu és a Sants csapatában játszott. Miután befejezte tanulmányait és megszerezte a Nemzetközi Kereskedelmi Marketing diplomát, a katalán Myrurgia cég képviselőjeként a Közel-Keleten dolgozott. 1990-ben kezdett dolgozni a barcelonai 1992. évi nyári olimpiai játékok szervezőbizottsága nemzetközi marketingjében, és akkor került teljesen át a sport területére. Először az ISL sportmarketing cégnél, majd a Nike-nál működött Spanyolországban és Brazíliában, ahol 3 évet élt.
Ott tartózkodása alatt barátkozott össze a Brazil Labdarúgó Szövetséggel és annak elnökével Ricardo Teixeiraval valamint Luis Felipe Scolari akkori vezetőedzővel és - többek között - Ronaldinhóval is, akit a klubhoz hozott.
Hazatérve Katalóniába megalapította 2002-ben a Bonus Sport marketing céget, amelynek fő profilja a marketing és sportesemények szervezése, és amely cég eladására megválasztása esetén ígéretet tett.
2003-ban mutatta be Joan Laportát mint elnökségének tagját, majd két évig alelnök is volt a klubban, ám 2005 decemberében - személyes nézeteltérése okán az elnökkel - lemondott tisztségéről és távozott a klubból. Olyan játékosok, mint Ronaldinho, Deco vagy Edmilson fémjelezték munkásságát a Barcánál. 2010-ben elsöprő fölénnyel, a szavazatok több mint 60 százalékát kapva nyerte meg az FC Barcelona elnökválasztását. 2014. január 23-án a Neymar leigazolása körüli botrány miatt lemondott elnöki posztjáról, helyét alelnöke, Josep Maria Bartomeu vette át a 2015 júliusára előrehozott választásokig. Elnöksége alatt a klubot adócsalással és korrupcióval is vádolták, melynek büntetőjogi tárgyalása a mai napig zajlik.